# 元上都
元上都或称上都，即开平，位於今中华人民共和国內蒙古自治區锡林郭勒盟正藍旗上都鎮，坐落灤河河畔。元世祖忽必烈即位以前，于1256年三月，命劉秉忠建王府於此。1260年5月5日，忽必烈在开平即位。1263年6月16日，忽必烈下诏升开平为上都，設有上都路。1267年，忽必烈定都燕京（1271年改称大都），改上都為陪都，亦為夏都，作為避暑行宮，於夏天在這裏處理政務。1359年1月8日，红巾军攻入上都城，焚毁宫阙，留七日后离去。1369年7月20日，明军攻克上都，此后明朝改上都路为开平府，不久又改為開平衛。

## 城市布局
元上都建城時匯集了大批工匠，後擴建歷數十載。據考古所得，城市為方形，有外城、內城和宮城三重。外城周長十七里（边长2.2公里），用土夯筑，平面呈曲尺形，北侧有二门，西侧和南侧各有一门。外城北半部为御苑，西南部为市街，西门外有关厢。
内城位于外城东南侧，边长约1,400米，也是土城，外侧用石块垒一层护面。内城东西各开两门，南北各开一门，门外均设瓮城。城内四角有大龙光华严寺、乾元寺、华严寺和孔庙四座建筑。内城中有大片空地，可架穹庐毡帐。
宮城位于内城中轴线稍微偏北的位置，面積約北京故宮的一半，南北长620米，东西宽570米，为土墙，外包砖皮，东、西、南各开一门。南门外东西横街和南北御道，两道在宫门前相交，形成东西宽500多米、南北长100多米的广场。宫城内的主要建筑有大安阁、承应阙、仪天殿、连香阁、寿昌堂、睿思殿、仁春阁、隆德殿、清宁殿、楠木亭等建筑。大安阁为拆除金东京宫殿熙春阁取材建造，位于东西门御道北侧的中轴线位置上，忽必烈登基后未建造正殿，而是用大安阁作为宫城正殿。承应阙位于宫城北墙正中，布局与北京故宫午门相似，左右伸出双阙，但下方无门道。宫城内各处宫殿自由散落配置，各自成群，不拘对称，此外还在宫城中开挖多处池塘水泊，布局灵活自由，带有离宫色彩。
从元上都的平面布局看，内城和宫城为严谨的对称布局，同元大都的对称平面相似，而外城包筑内城西、北两面，破坏了这一对称性，因此一些考古学家认为，刘秉忠最初建造的仅仅是忽必烈的藩王王城，即内城，而外城为后来扩建。但这一推测有待考古证实。
在元上都东西方还建有两处狩猎行宫，称东、西凉亭。

## 衰落
元上都的主要职能是供元朝皇帝前来避暑，每年春分元帝即从都城大都前往此地，秋分时返回都城大都。此外，新征集的蒙古军队也有因不耐酷暑而暂住上都的记载。由于上都周围全是草原和牧区，其粮食与物资完全依赖内地供给，又无水路可通，交通不便，因此一直制约着上都的发展。忽必烈在至元初年曾经用免除赋税、减轻商税的办法鼓励臣民和商人移居上都，但最终因粮食供应不便而在至元三十年（1293年）将城中部分工匠迁回都城大都。
元朝至正十八年十二月九日（1359年1月8日），红巾军在关先生、破头潘、沙刘二率领下攻入上都，焚毁宫阙，留七日后，前往辽阳行省。至正二十八年闰七月二十八日（1368年9月10日），明朝军队逼近大都，元惠宗率后妃、臣僚等北走，至正二十八年八月二日（1368年9月14日），明军将领徐达攻克大都。
至正二十八年八月四日（1368年9月16日），元惠宗到达上都。至正二十九年六月十三日（1369年7月16日），明军逼近上都，元惠宗离开上都，当天到达应昌（今内蒙古克什克腾旗达里诺尔西南古城）。至正二十九年六月十七日（1369年7月20日），明军将领常遇春攻克上都。
此后，明太祖改上都路为开平府。洪武四年（1371年）改设开平卫，隶北平都司。洪武二十九年（1396年）设开平卫指挥使司，下设五个千户所，屯田驻防。明成祖朱棣多次率领明军出塞，常到开平屯驻。永乐元年（1403年）明成祖将开平卫撤至独石口（今河北省沽源县南独石口），元上都城址遂被废弃。

## 西方著作中的描述
上都廣為西方世界認識，原因是13世紀馬可孛羅於此地覲見忽必烈，於其《遊記》中記載都城生活的奢華：「內有大理石宮殿，甚美，其房舍內皆塗金，繪重重鳥獸花木，工巧之極，技術之佳，見之足以娛樂人心目」。18世紀英國詩人柯勒律治在《忽必烈汗》中写道：「上都坐忽必烈汗，恢宏皇城樂御邦」（In Xanadu did Kublai Khan, A stately pleasure-dome decree...）。後來，西方人以「Xanadu」比擬作「世外桃源」。土衛六上的最大亮區俗稱為「上都」，因為沒有人知道那裡是什麼樣子。

## 保护

### 政府保护
1964年，元上都遗址被列为内蒙古自治区重点文物保护单位。1988年，元上都遗址被中华人民共和国国务院定为全国重点文物保护单位。

### 世界遗产
1996年，元上都遗址被列入中国世界文化遗产预备申报清单。2011年，被列入2012年世界遗产申報名單之上。
2012年6月29日，在俄罗斯圣彼得堡举行的第36届世界遗产大会讨论并批准将中国元上都遗址列入《世界遗产名录》，登录面积约251平方公里，包括城址、关厢、铁幡竿渠、砧子山墓群、一棵树墓群等；缓冲区面积约1,507平方公里，涵盖了敖包群和保留至今的蒙古族“敖包祭祀”等传统人文景观以及湿地、典型草原、森林草原和沙地等蒙古高原草原特色景观在内的遗址环境。该世界遗产被认为满足世界遺產登錄基準中的以下基準而予以登錄：
- （ii）在某期间或某种文化圈里对建筑、技术、纪念性艺术、城镇规划、景观设计之发展有巨大影响，促进人类价值的交流。
- （iii）呈现有关现存或者已经消失的文化传统、文明的独特或稀有之证据。
- （iv）关于呈现人类历史重要阶段的建筑类型，或者建筑及技术的组合，或者景观上的卓越典范。
- （vi）具有显著普遍价值的事件、活的传统、理念、信仰、艺术及文学作品，有直接或实质的连结（世界遗产委员会认为该基准应最好与其他基准共同使用）。